# Pitiriasi lichenoide e varioliforme acuta
La pitiriasi lichenoide e varioliforme acuta, conosciuta anche come malattia di Mucha-Habermann e talvolta abbreviata con l'acronimo PLEVA, è una malattia rara, autoimmune; si tratta di una pitiriasi lichenoide avente un decorso generalmente più grave di quello della pitiriasi lichenoide cronica ed è caratterizzata da un rash cutaneo costituito da lesioni della cute medio-piccole. La patologia è più comune nei maschi e nei giovani adulti, seppure sia stata osservata a tutte le età in entrambi i sessi. In molti pazienti la malattia va in una fase di remissione che può essere temporanea o definitiva.
Gli eponimi della malattia di Mucha-Habermann sono due dermatologi, il tedesco Rudolf Habermann (1884-1941) e l'austriaco Viktor Mucha (1877-1933).

## Eziologia
Le cause di questa pitiriasi restano sconosciute, ma è stata osservata qualche associazione tra la patologia e un'infezione da parvovirus B19.

## Diagnosi
Spesso la pitiriasi lichenoide e varioliforme acuta viene scambiata per varicella o per la rosacea, nonché per alcuni tipi di infezione da stafilococco. Per una diagnosi certa, è necessaria una biopsia delle lesioni cutanee.

## Trattamento
La malattia, pur non essendo pericolosa per la vita, può risultare molto fastidiosa e non esiste una terapia che assicuri la definitiva guarigione del paziente; tuttavia, la fototerapia e la somministrazione di antibiotici (come l'eritromicina, l'azitromicina e le tetracicline) possono portare a significativi miglioramenti clinici.